# Сніжки (Червенський район)
Сніжки (біл. вёска Снежкі) — село в складі Червенського району Мінської області, Білорусь. Село підпорядковане Смиловичівській селищній раді, розташоване в центральній частині області.